# Samba (glazba)
Samba označava brazilski stil glazbe, kojeg se uglavnom povezuje s gradom Rio de Janeirom.
Međutim, plesne predstave sambe se različitim oblicima njeguju i održavaju u gotovo svim dijelovima Brazila. Samba obuhvaća glazbu i ples. 
Samba je u svijetu poznata kao simbol brazilskog karnevala.
U ostalim zemljama Južne Amerike gdje se govori španjolski jezik koriste se izrazi zamba i zambacueca koji s brazilskom sambom nemaju ničeg zajedničkog.

## Podrijetlo
Samba potječe iz kultne afričke glazbe država Konga i Zambezija. Samba glazba se izvodi u 2/4-taktu.

## Vanjske poveznice
- Legran Orchestra "Aquarela do Brazil" Samba Mp3·   Arhivirana inačica izvorne stranice od 30. svibnja 2012. (Wayback Machine) ISWC T-0425394804 "Latin Complete Collection" Album. Objavljeno uz dozvolu vlasnika autorskoga prava